# Arthur Guinness (1er baron Ardilaun)
Pour le brasseur, voir Arthur Guinness
Arthur Edward Guinness (1er novembre 1840 – 20 janvier 1915), 1er baron Ardilaun, 2e baronnet, connu sous le nom de Sir Arthur Guinness, baronnet entre 1868 et 1880, est un homme d'affaires, homme politique et philanthrope irlandais, connu pour avoir donné le parc de St Stephen's Green aux habitants de Dublin. C'est l'arrière-petit-fils d'Arthur Guinness.